# Otl Aicher

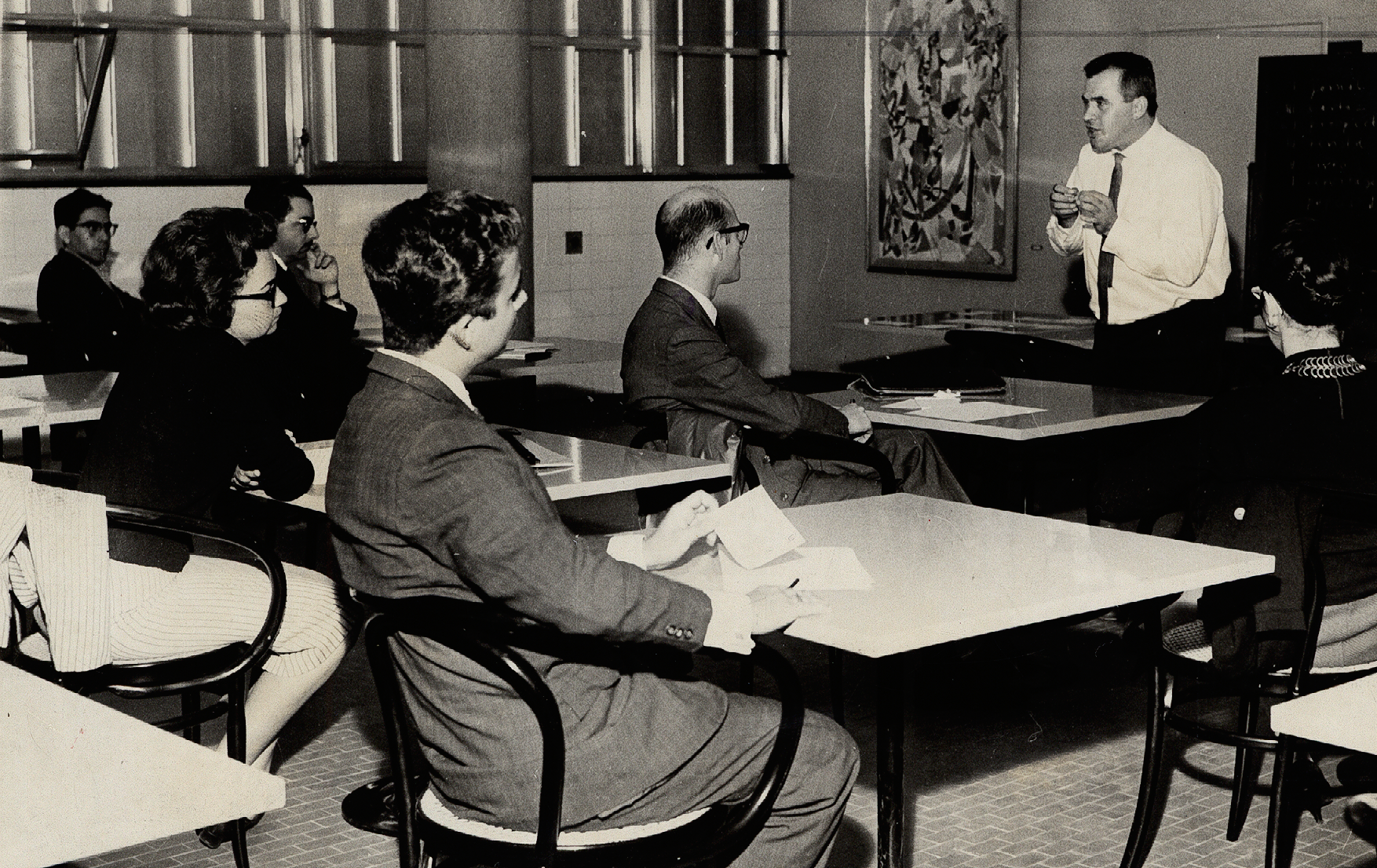
Otl Aicher (1959)

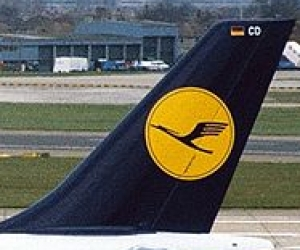
Logo de Lufthansa

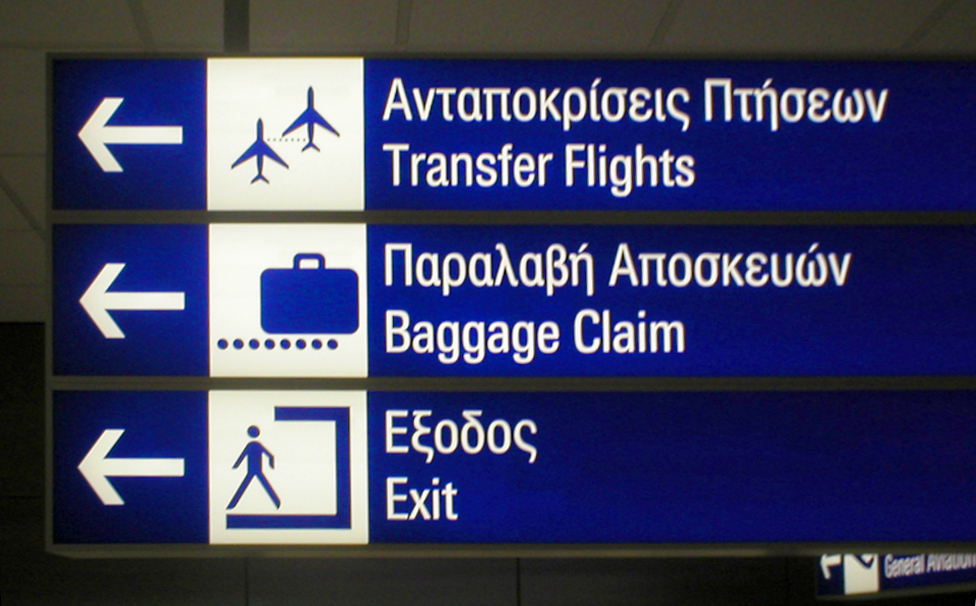
Pictogramas realizados por Otl Aicher para los Juegos Olímpicos de Múnich, utilizadas en el aeropuerto de Atenas.

Otl Aicher, también conocido como Otto Aicher (Ulm, Alemania, 13 de mayo de 1922-Günzburg, Alemania, 1 de septiembre de 1991) fue un diseñador gráfico y tipógrafo alemán que estableció su propio estudio de diseño.

## Biografía
Estudió escultura en la Akademie der Bildenden Kunste (Academia de Bellas Artes) en Múnich después de la Segunda Guerra Mundial. Casado con Inge Aicher-Scholl, junto con Max Bill y un grupo de intelectuales crearon en 1946 la Hochschule für Gestaltung, la escuela de diseño de Ulm, que se convertiría en uno de los centros de educación en diseño líderes en Alemania entre los años 1953 y 1968, y que a diferencia de la Escuela de la Bauhaus descartó el arte y la exaltación de la forma por sí misma de sus aulas, y se consagró a la función y a la inserción del diseño como factor fundamental en el mundo industrial.

## Su obra

Fuente de tipografía Rotis sans-serif.

Aicher antepone lo analógico y concreto a lo digital y abstracto, y lo hace con intención filosófica. Relativiza el papel de la razón pura y critica al racionalismo de la modernidad como fruto del predominio de un mero pensar abstracto. A juicio de Aicher, anteponer lo abstracto a lo concreto crea una falsa jerarquía, un orden que es fatal para la cultura. Lo digital, abstracto, no es más elevado, mayor o más importante que lo analógico, concreto. Un aspecto esencial de sus trabajos es el anclaje en una «filosofía del hacer», inspirada por pensadores como Guillermo de Ockham, Kant o Wittgenstein. Es autor también del libro El mundo como proyecto.
Entre sus creaciones se cuentan las imágenes corporativas de Braun, Lufthansa, ERCO y de los Juegos Olímpicos de Múnich. Es autor de Sistemas de signos en la comunicación visual y de Analógico y digital.
Dentro de la tipografía, suya es la familia Rotis, donde se combinan varias familias sans-serif, con serif y semi-serif. Otra tipografía creada por él es la Traffic, utilizada en el aeropuerto de Múnich y en el transporte público de dicha ciudad. Asimismo diseñó la señalética del metro de Bilbao.

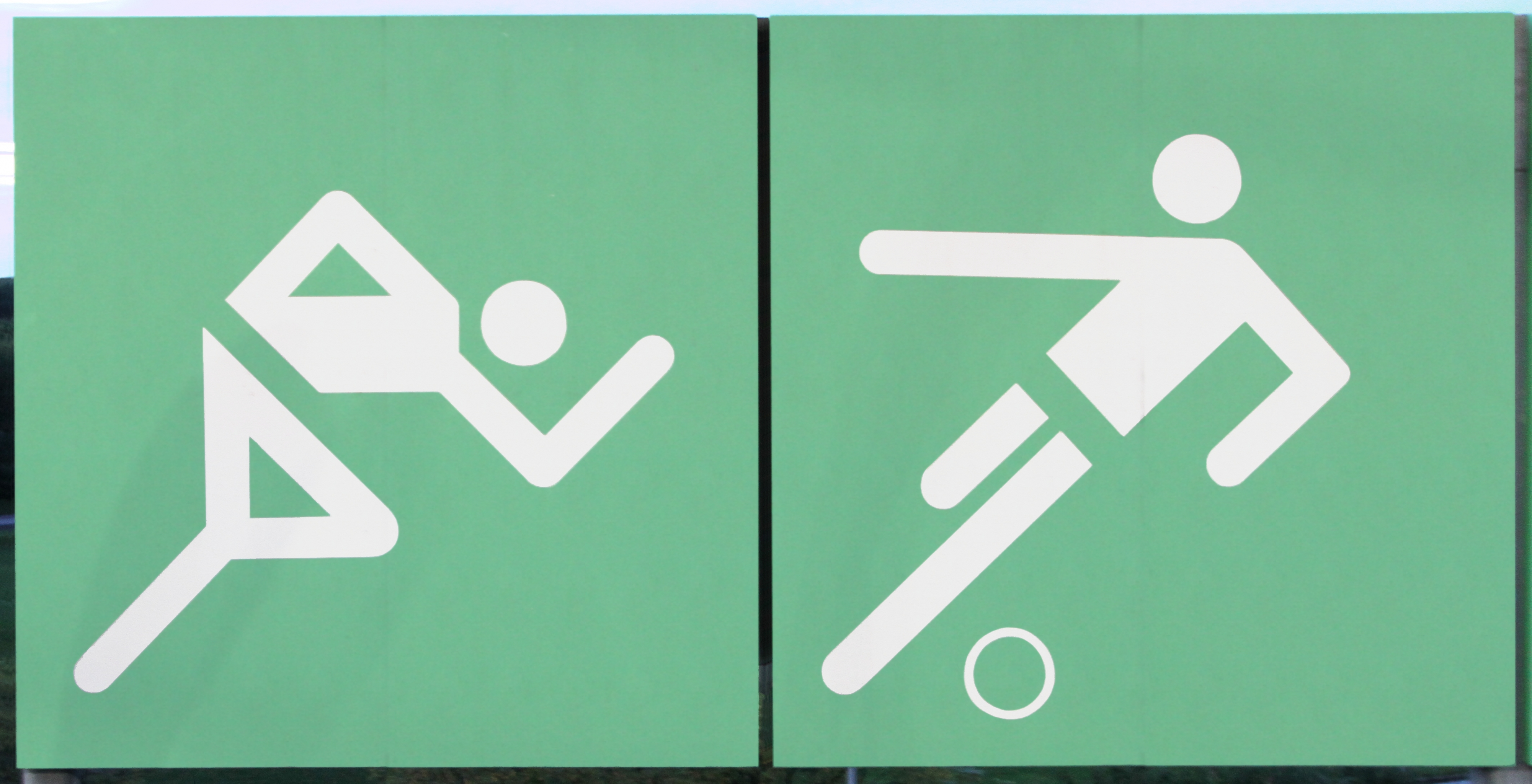

## Juegos Olímpicos de Múnich de 1972

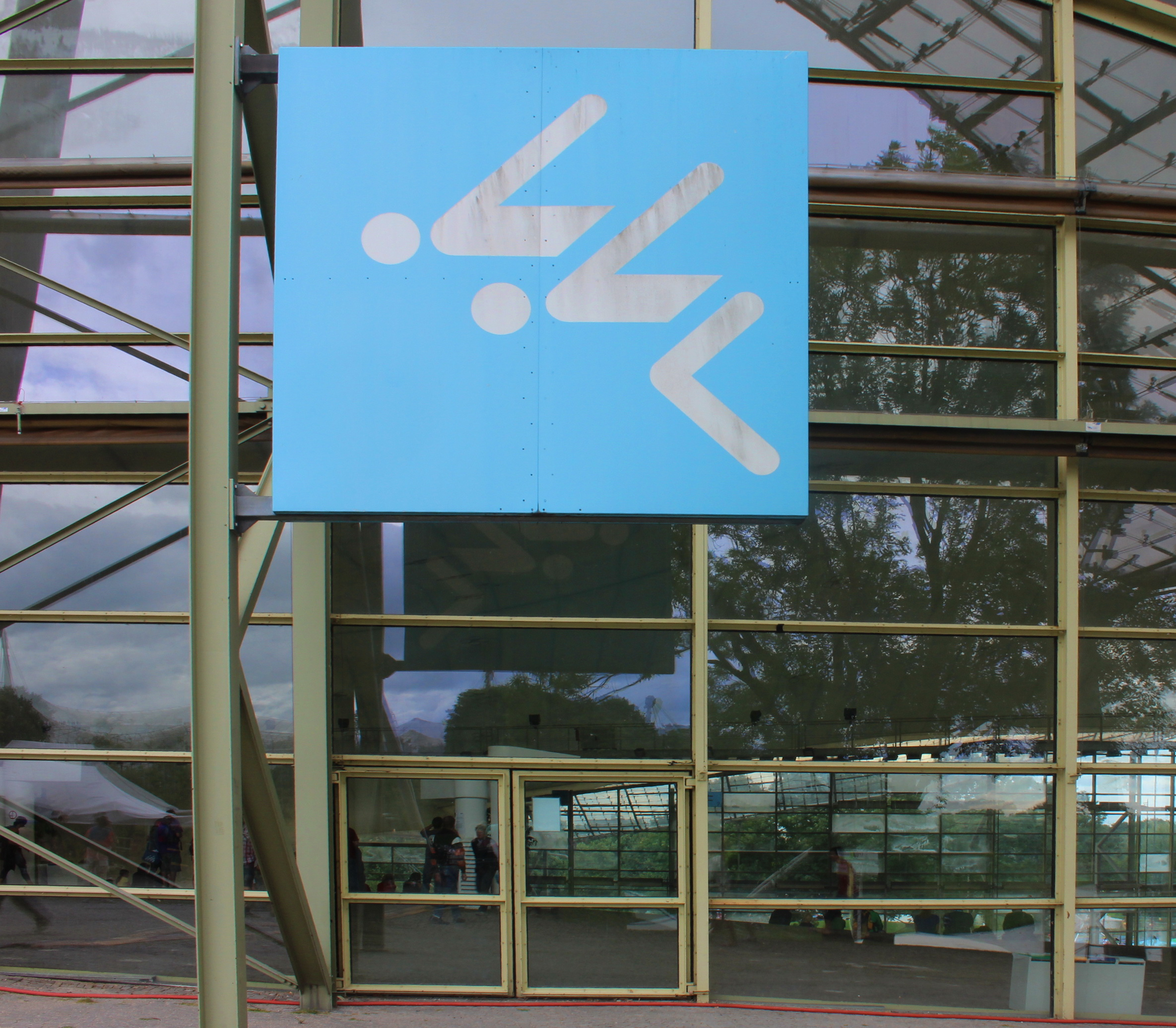

En 1966 los organizadores de los Juegos Olímpicos de verano de 1972 en Múnich pidieron a Aicher que fuera el diseñador principal de los Juegos Olímpicos. Se le pidió que creara un diseño para los Juegos Olímpicos que complementara la arquitectura del estadio recién construido en Múnich diseñado por Günther Behnisch. Aicher consultó con Masaru Katsumie, quien había diseñado los Juegos Olímpicos de Tokio anteriores de 1964.
Basando su trabajo en parte en la iconografía de los Juegos del 64, Aicher creó un conjunto de pictogramas destinados a proporcionar una interpretación visual del deporte que presentaban para que los atletas y visitantes de la villa olímpica y el estadio pudieran encontrar su camino. Creó pictogramas mediante una paleta de colores brillantes específica que eligió para estos Juegos. Estos diseños influyeron directamente en los pictogramas DOT, desarrollados en 1974 por el Departamento de Transporte de los Estados Unidos, que aplicaron los mismos principios a la señalización pública estándar, como los de inodoros y teléfonos; los pictogramas DOT a su vez se han empleado en todo el mundo. La serie de pictogramas que creó no fue una tarea simple; el objetivo de cada pictograma era funcionar como un claro signo de la actividad que representaba, manteniendo simultáneamente su comprensión universal.

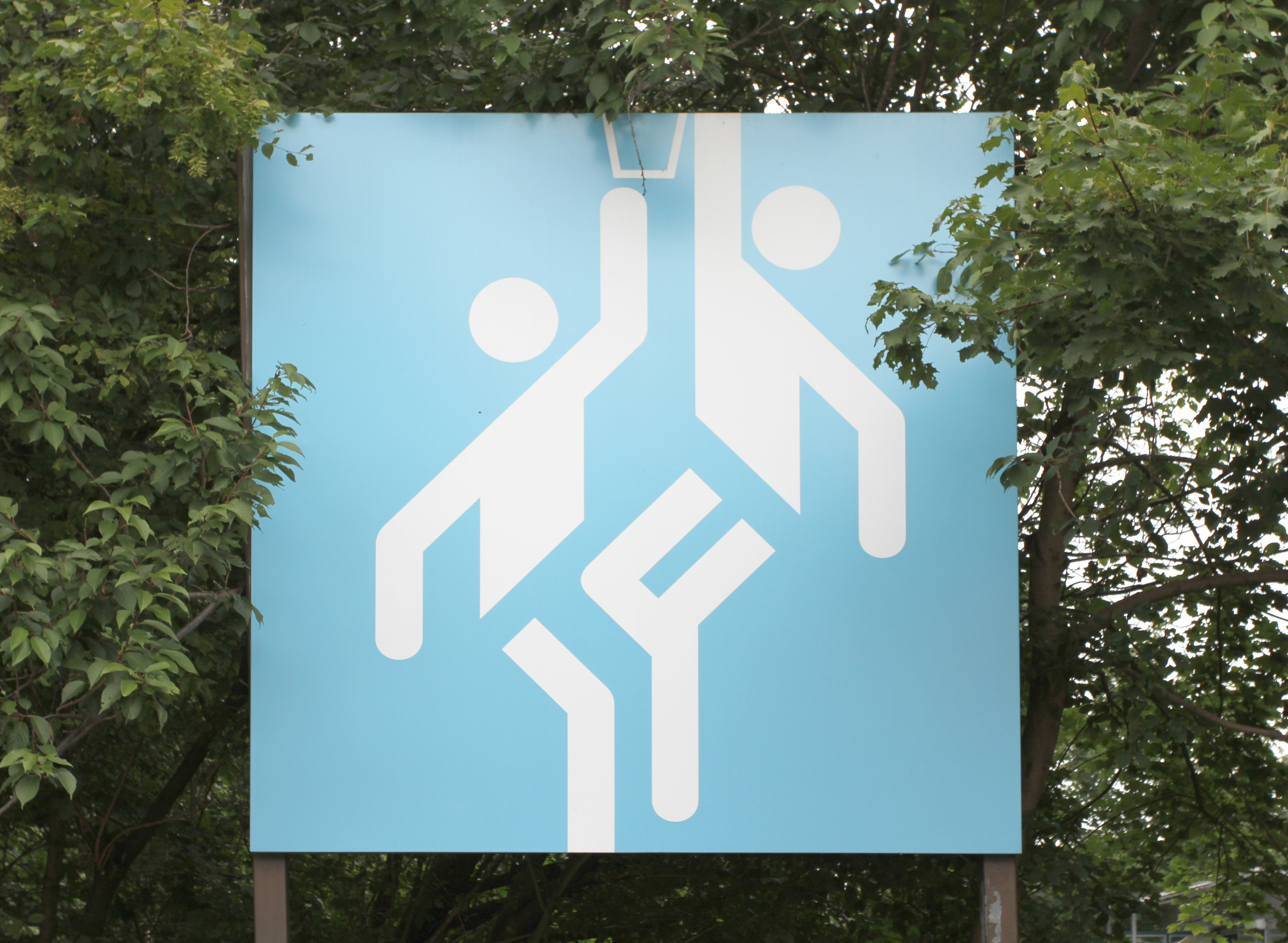

Otl Aicher ayudó igualmente a diseñar el logotipo de los Juegos Olímpicos de Múnich. Pasó por varias etapas con su equipo de diseño antes de encontrar finalmente el emblema. Una de sus primeras ideas fue usar un elemento del escudo de armas de la ciudad o "Münchner Kindl" dentro del diseño que mostraba a un monje señalando a lo lejos mientras sujetaba un libro en la mano. Otras ideas fueron utilizar las áreas circundantes de la ciudad, haciendo referencia al sol, las montañas y el paisaje dentro del diseño. Finalmente se creó el "Strahlenkranz", una guirnalda que representaba el sol pero también los cinco anillos olímpicos fusionados en forma de espiral. El diseñador Coordt von Mannstein reformuló el diseño original de Aicher a través de un cálculo matemático para fusionar la guirnalda y la espiral para obtener el diseño final.
Los colores elegidos para los diseños de los juegos fueron seleccionados para reflejar los tonos de los Alpes. Las montañas en azul y blanco conformarían la paleta de colores que también incluía verde, naranja y plata. Los colores se usaron para identificar temas asignados tales como medios, servicios técnicos y funciones públicas, y cada uno tenía un color diferente para que los visitantes pudieran diferenciar los temas alrededor del estadio y la villa olímpica. Los uniformes fueron coordinados por colores para representar estos temas, y el personal olímpico podría ser identificado si trabajaba para un departamento en particular por el color que llevaban puesto.
Aicher usó el tipo de letra Univers para los diseños olímpicos. El equipo de diseño produjo 21 carteles deportivos para publicitar los deportes en los juegos, utilizando los colores de diseño oficiales y también el logotipo y "München 1972". El equipo de diseño empleó una técnica llamada "posterización" para los gráficos en los carteles, separando las cualidades tonales de las imágenes en un proceso manual y usando los colores munich oficiales para estos juegos. El primero de estos carteles fue un póster del Estadio Olímpico que se convirtió en el cartel oficial de esos juegos. Los carteles se exhibieron alrededor de la ciudad de Múnich y alrededor de los sitios olímpicos. Los carteles fueron colgados en parejas junto con carteles diseñados por artistas famosos elegidos para representar a estos Juegos Olímpicos, como David Hockney, R. B. Kitaj, Tom Wesselmann y Allen Jones.

También creó la primera mascota olímpica oficial, un perro salchicha rayado llamado Waldi.

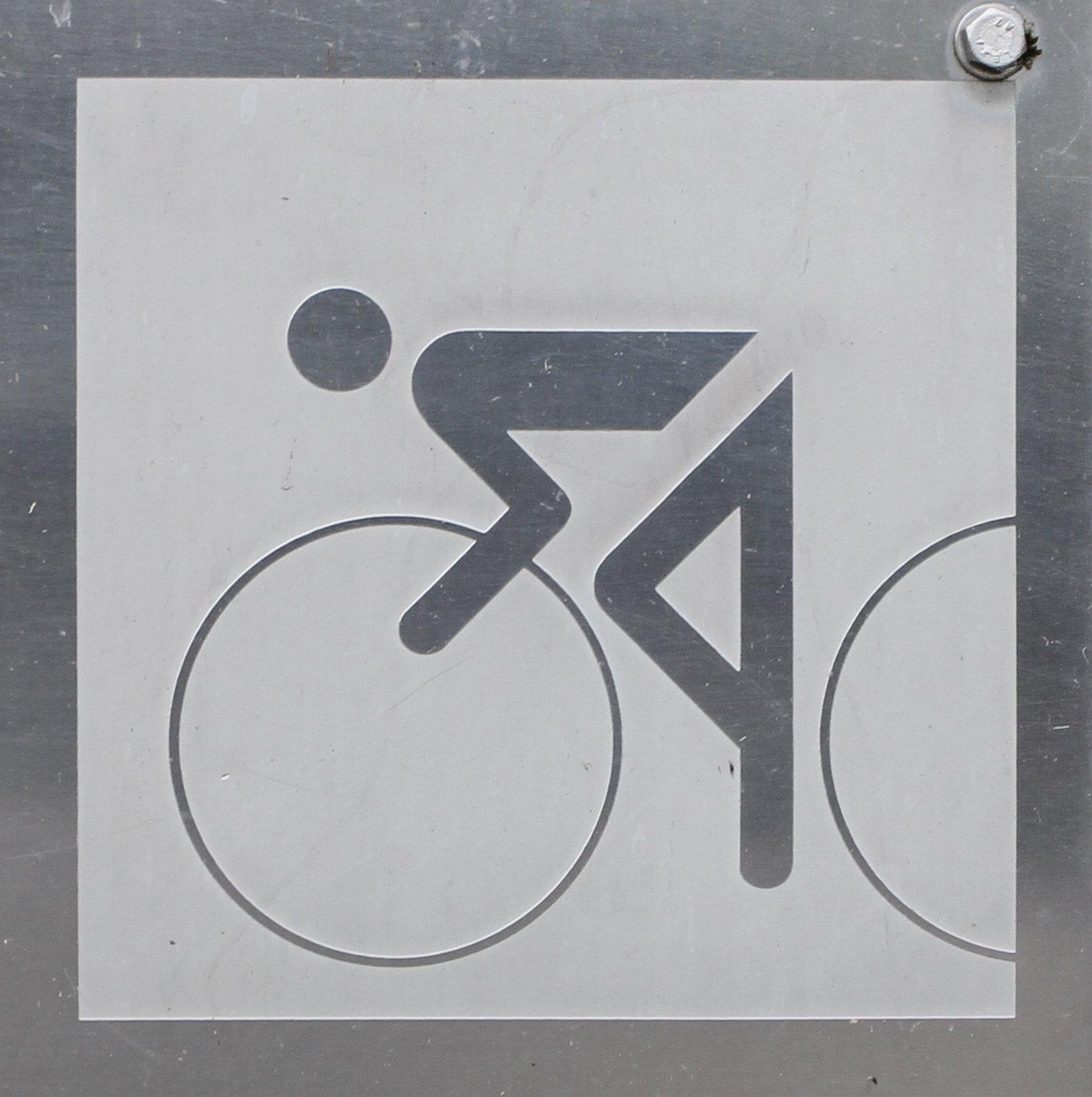
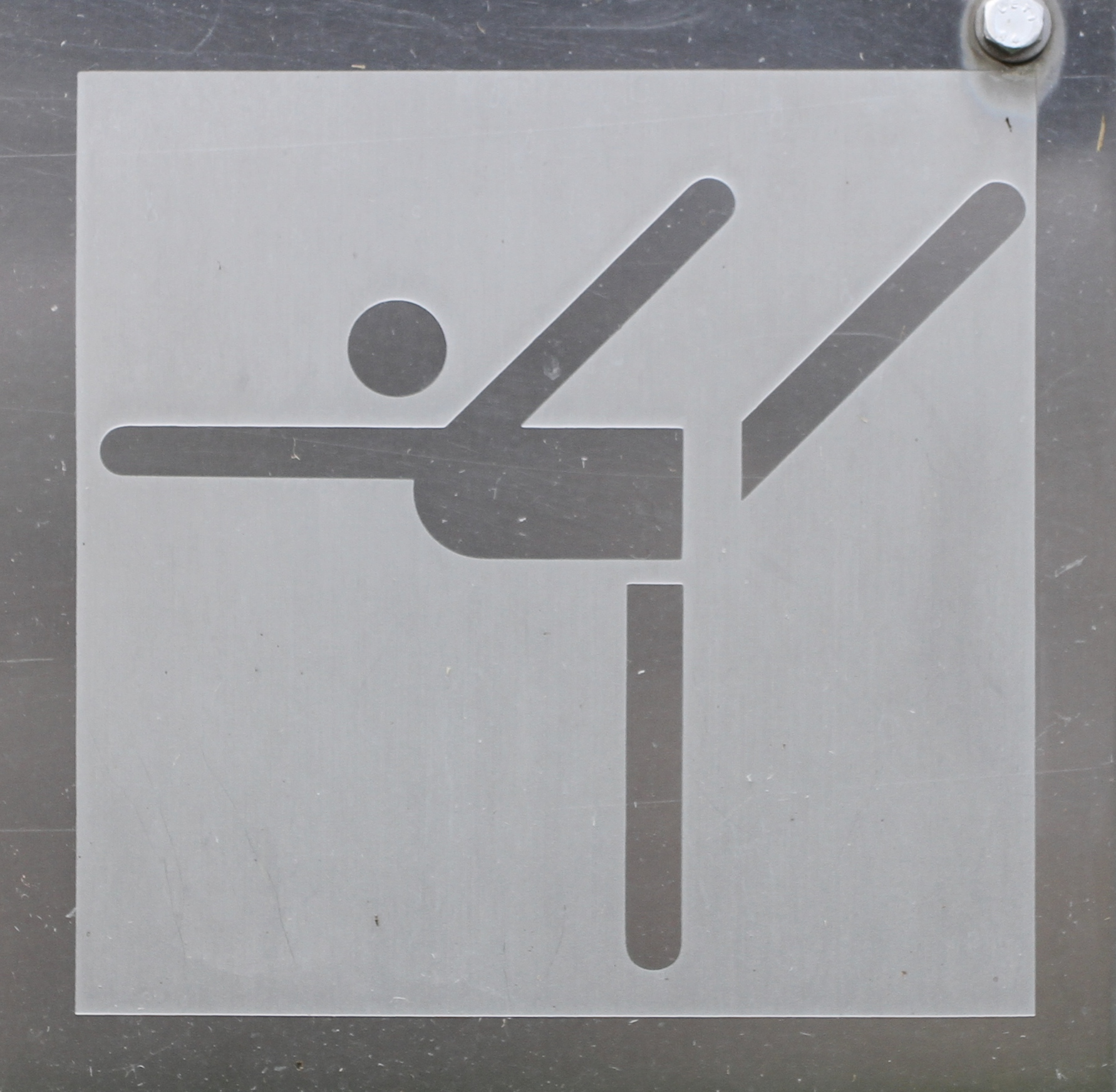
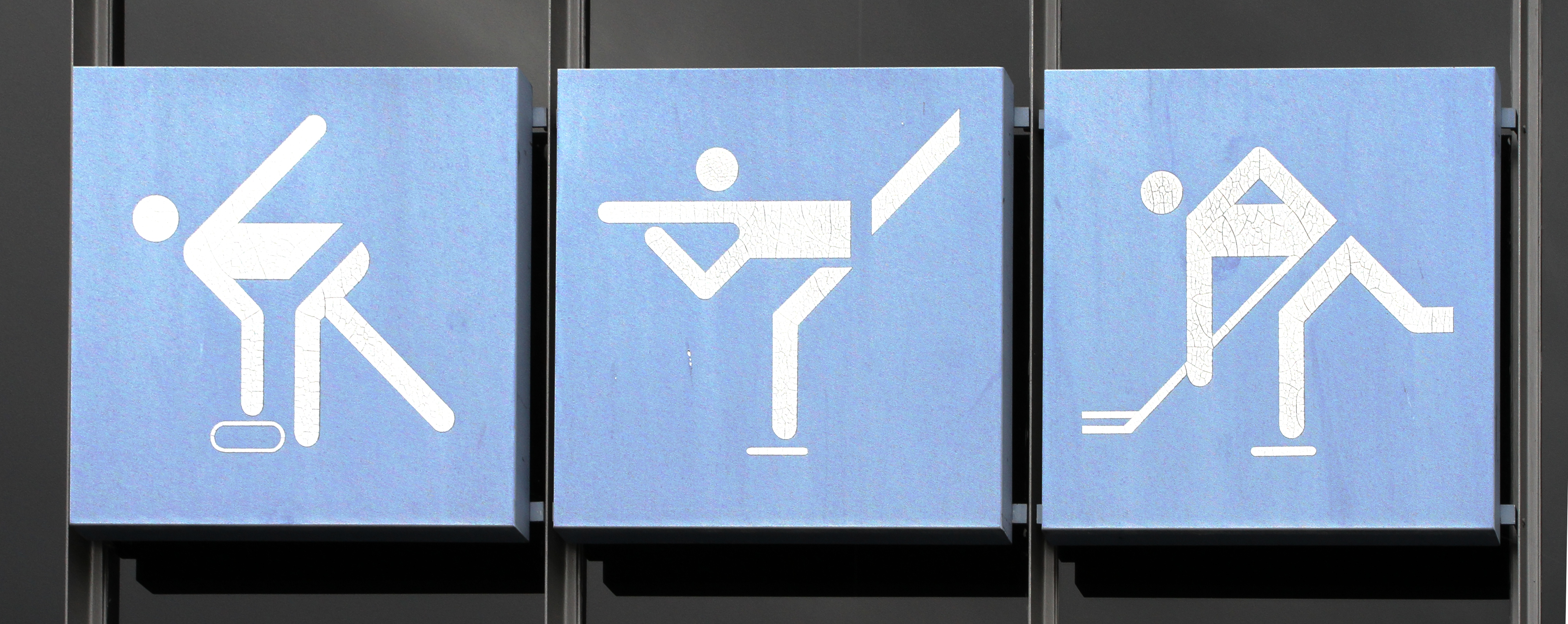

## Premios
- 1954 : premio de honor en la IX Trienal de Milán
- 1955 : premio a los mejores carteles de la RFA
- 1958 : primer premio de tipografía de Innsbruck